# Arthur Guinness
Arthur Guinness (Celbridge, 1725 - Dublín, 23 de enero de 1803) fue un importante cervecero irlandés y el fundador de la compañía Guinness, bautizada como Arthur Guinness's St. James's Gate Brewery.

## Biografía
En 1755, Arthur Guinness fundó una fábrica de cerveza en Leixlip, en el Condado de Kildare. A finales de 1759 dejó a su hermano a cargo de la fábrica y se trasladó a una nueva, la St. James's Gate Brewery, en Dublín.
Entre 1797 y 1799 su negocio se había expandido de forma notable. A partir de entonces elaboró sólo cerveza del tipo porter, gracias a la ayuda de la familia Purser, pues los miembros de la misma ya habían trabajado anteriormente en este tipo de cerveza en Londres durante los años 1770. Tiempo después, los miembros de la familia Purser pasaron a ser socios de la cervecera durante gran parte del siglo XIX.
Arthur Guinness falleció en 1803, a los 78 años. Por entonces, la producción anual de cerveza de su empresa era de 20.000 barriles.